# دوري كامبيوناتو مارانهينسي البرازيلي 2013
دوري كامبيوناتو مارانهينسي البرازيلي 2013 هو موسم من دوري كامبيوناتو مارانهينسي البرازيلي ‏، كانت النسخة 96 من دوري كرة القدم المقام في مارانهاو، بدأ الدوري في 17 فبراير ، وانتهى في 12 يونيو، أشرف على تنظيمه Federação Maranhense de Futebol ‏، وكان عدد الأندية المشاركة فيه 9، وفاز فيه Maranhão Atlético Clube ‏.